# Paolo II Antonio Esterházy
Paolo II Antonio Esterházy di Galantha (Eisenstadt, 22 aprile 1711 – Vienna, 18 marzo 1762) è stato principe della famiglia Esterházy e feldmaresciallo del Sacro Romano Impero.

## Biografia
Alla morte del padre nel 1721, Paolo II Antonio era ancora giovanissimo ed ottenne di reggere le sorti della casata, ma sotto la tutela della madre, Maria Oktavia von Gilleis, sino al 1734.
In seguito, Paolo II Antonio studiò a Vienna ed all'Università di Leida, nei Paesi Bassi, mostrando sin da giovane un notevole interesse per la cultura in generale. 
Come tutti i suoi avi, anche il principe Esterházy supportò la politica degli Asburgo, il cui immenso impero era alla sua epoca guidato dall'imperatrice Maria Teresa, salita al potere nel 1741, dopo le incresciose vicende della Guerra di successione austriaca. Nel 1742 ottenne la nomina a comandante di un reggimento di ussari. Per via dei numerosi successi ottenuti sul campo di battaglia sotto la guida del principe Carlo Alessandro di Lorena, Paolo II Antonio, nel 1747, venne nominato feldmaresciallo luogotenente e venne inviato come ambasciatore imperiale a Napoli dove rimase dal 1750 al 1753, ottenendo altresì la prestigiosa onorificenza del Toson d'oro. Nel 1753 venne accreditato anche alla rappresentanza per il Regno di Sicilia. 
A partire dal 1756 egli venne nominato generale di cavalleria nel corso della Guerra dei Sette anni ed inviato a Breslavia, ma si ritirò dall'impiego militare nel 1758, dopo aver ottenuto il rango di feldmaresciallo. Dedicandosi alla vita privata, si trasferì nelle sue proprietà in Ungheria e si concesse alle opere assistenziali ed al rinvigorimento della cappella musicale della sua piccola corte presso il Castello di Eisenstadt ove, nel 1761, assunse il compositore tedesco Joseph Haydn in qualità di vice maestro di cappella, e come maestro di cappella il compositore Gregor Joseph Werner.
Alla sua morte, nel 1762, gli succedette il fratello Nicola I, dal momento che egli, pur essendosi sposato con la marchesa Maria Anna Luisa Lunatti-Visconti, non ne aveva avuto figli.
Nel suo romanzo "Harmonia Caelestis", lo scrittore magiaro Péter Esterházy racconta un curioso aneddoto a proposito di Paolo II Antonio che non riuscì a trattenere un peto al cospetto di Maria Teresa, imperatrice d'Austria e regina d'Ungheria; il cortigiano imbarazzato finse indifferenza, ma la sovrana commentò argutamente: "Tra tanti adulatori, finalmente una voce sincera!".